# Château d'Authon
Pour les articles homonymes, voir Authon.
Le château d'Authon est un château français situé à Authon-Ébéon en Charente-Maritime. Il est inscrit à l'inventaire supplémentaire des monuments historiques depuis le 27 avril 1972, et le site du château est classé depuis 10 novembre 1993.

## Historique
La famille d'Authon est mentionnée dès le IXe siècle. Roland d'Authon est un compagnon de Saint-Louis.
La motte féodale passée aux seigneurs de Brizambourg, leur revient en 1500.
En 1651, durant la fronde le château est pris par le prince de Condé.
Au XVIIe siècle, ils sont sénéchaux héréditaires de Saintonge.
Authon est pillé et incendié en 1791 et l'aile nord disparait.

## Architecture
Vers 1500, construction d'un corps de logis agrémenté d'une galerie italianisante.
Une chapelle romane existait qui a été détruite en 1878
Le Dandelot forme une courtine et alimente les douves.
En 1588 construction de la tour des gardes et en 1607 modification de la façade avec de hautes ouvertures et des mansardes ornées de frontons de pierres sculptées.
De 1875 à 1878 des travaux lui donnent son aspect actuel, ils n'ont laissé que la tour des gardes et les bâtiments de 1607.

## Parc et jardins
Le petit jardin à la française proche du château, datant du XVIIe siècle ou du XVIIIe siècle a disparu.
L'esplanade du château cernée des douves est entourée d'un parc redessiné à la fin du XIXe siècle, parc à l'anglaise aux allées sinueuses rappelant la nature mais planté d'essences rares et exotiques.